# Give In To Me
«Give In To Me» (укр. «Поступися мені») — сьомий сингл і десята пісня з восьмого альбому Майкла Джексона Dangerous. Написана у стилі хард-рок і хеві-метал.

## Випуск пісні
Випуск пісні відбувся 15 лютого 1993 року у Європі і була випущена лейблом Epic Records. У США випуск сингла не відбувся.

## Музичне відео
Музичне відео на пісню було зняте у Мюнхені 25 червня 1992, за 2 дні до початку Dangerous World Tour режисером Енді Мораханом. Зйомки тривали лише дві години, знімали у одному з нічних клубів Німеччини. Прем'єра музичного відео відбулася 10 лютого 1993 року.

## Список композицій
- Austria CD single

1. «Give In to Me» — 5:28
2. «Dirty Diana» — 4:52
3. «Beat It» — 4:17

- UK CD single

1. «Give In to Me» (Vocal Version) — 4:42
2. «Dirty Diana» — 4:52
3. «Beat It» — 4:17

- 7-inch

1. «Give In to Me» — 5:28
2. «Dirty Diana» — 4:52

## Чарти
| Чарт (1993)                               | Найвища позиція |
| ----------------------------------------- | --------------- |
| Австралія (ARIA)                          | 4               |
| Австрія (Ö3 Austria Top 75)               | 12              |
| Бельгія (Ultratop Flanders)               | 13              |
| Denmark (IFPI)                            | 7               |
| Europe (Eurochart Hot 100)                | 4               |
| Europe (European Dance Radio)             | 17              |
| Франція (SNEP)                            | 7               |
| Німеччина (Media Control AG)              | 10              |
| Iceland (Íslenski Listinn Topp 40)        | 23              |
| Ірландія (IRMA)                           | 2               |
| Нідерланди (Dutch Top 40)                 | 3               |
| Нідерланди (Mega Single Top 100)          | 4               |
| Нова Зеландія (RIANZ)                     | 1               |
| Норвегія (VG-lista)                       | 7               |
| Poland (LP3)                              | 1               |
| Spain (AFYVE)                             | 6               |
| Швеція (Sverigetopplistan)                | 15              |
| Швейцарія (Media Control AG)              | 7               |
| Велика Британія (Official Charts Company) | 2               |

| Чарт (2009)                               | Найвища позиція |
| ----------------------------------------- | --------------- |
| Швейцарія (Media Control AG)              | 35              |
| Велика Британія (Official Charts Company) | 74              |

| Чарт (2011)              | Найвища позиція |
| ------------------------ | --------------- |
| Угорщина (Single Top 40) | 8               |

| Чарти (1993)                     | Позиція |
| -------------------------------- | ------- |
| Australia (ARIA)                 | 32      |
| Belgium (Ultratop)               | 81      |
| Europe (Eurochart Hot 100)       | 31      |
| Germany (Official German Charts) | 63      |
| Netherlands (Dutch Top 40)       | 51      |
| Netherlands (Single Top 100)     | 52      |
| New Zealand (Recorded Music NZ)  | 7       |
| UK Singles (OCC)                 | 50      |

## Сертифікації
| Регіон                                                                                          | Сертифікація | Продажі |
| ----------------------------------------------------------------------------------------------- | ------------ | ------- |
| Австралія (ARIA)                                                                                | Золотий      | 35 000^ |
| Нова Зеландія (RIANZ)                                                                           | Золотий      | 5000*   |
| *продажі, що базуються лише на сертифікаціях ^відвантаження, що базуються лише на сертифікаціях |              |         |